# هانوفر (داکوتای شمالی)
هانوفر (به انگلیسی: Hannover) یک منطقهٔ مسکونی در ایالات متحده آمریکا است که در شهرستان الیور، داکوتای شمالی واقع شده‌است. هانوفر ۶۵۲٫۸۹ متر بالاتر از سطح دریا واقع شده‌است.